# Echinodorus pubescens
Echinodorus pubescens är en svaltingväxtart som först beskrevs av Carl Friedrich Philipp von Martius och Julius Hermann Schultes, och fick sitt nu gällande namn av Moritz August Seubert och Johannes Eugen ius Bülow Warming. Echinodorus pubescens ingår i släktet Echinodorus och familjen svaltingväxter. Inga underarter finns listade.